# Michel Ruge

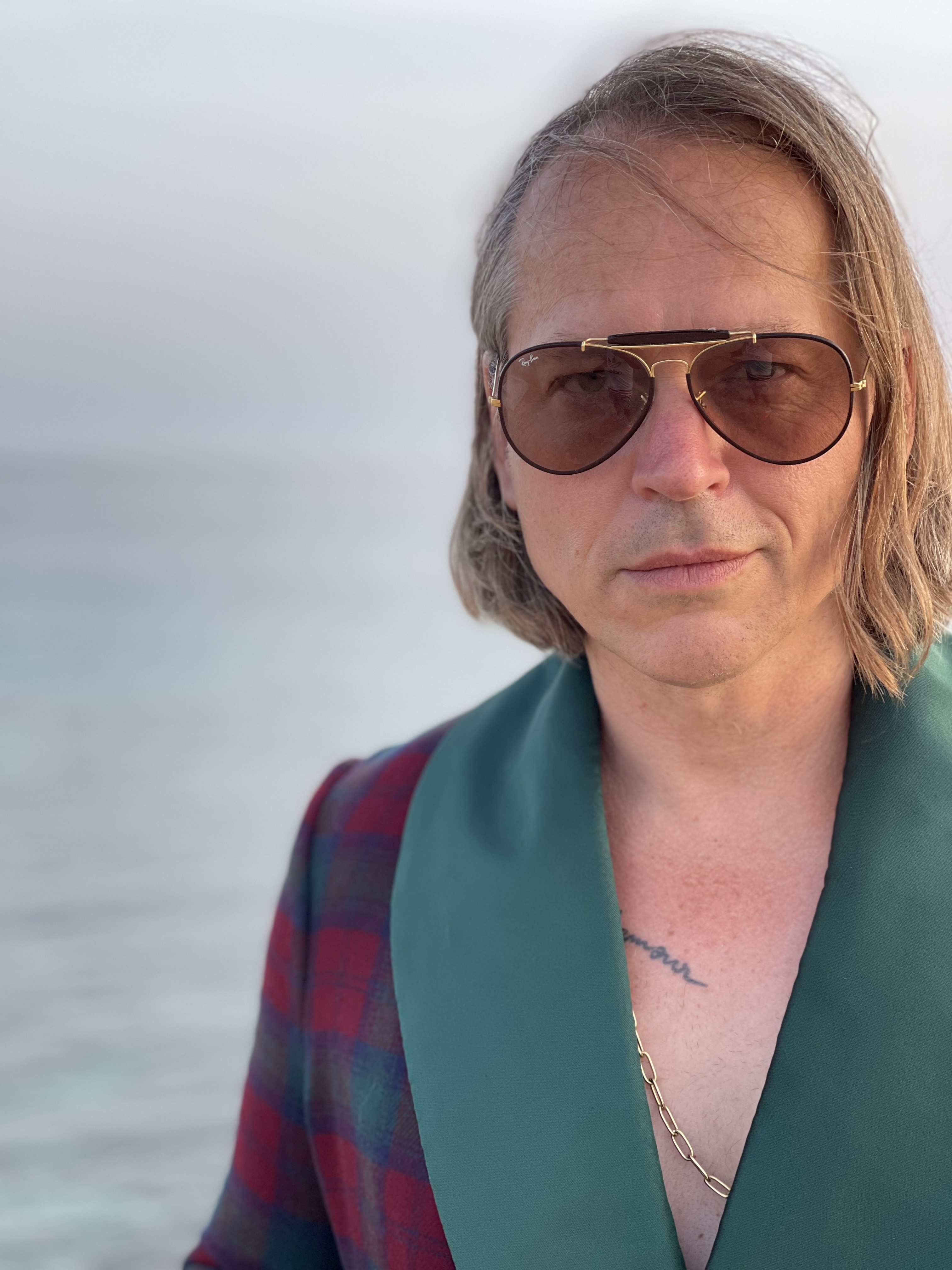
Michel Ruge, 2023

Michel Ruge (* 21. Dezember 1969 in Hamburg) ist ein deutscher Buchautor, Publizist, Kolumnist, Schauspieler, Türsteher, Personenschützer und Kampfkünstler.

## Leben
Michel Ruge wuchs in Hamburg-St. Pauli auf, laut eigener Aussage erlebte er das dortige Milieu als „gutbehütete“, aber dennoch „Freiraum“ gebende Heimat. Bis zu seinem 16. Geburtstag lebte Michel Ruge bei seiner Mutter und seinem Stiefvater und zog anschließend in eine betreute Jugend-WG im Hamburger Karolinenviertel. Seinen leiblichen Vater, der in Hamburg drei Bordelle besaß, lernte Michel Ruge erst als Erwachsener kennen. Er besuchte die Fachoberschule für Grafik und studierte vier Semester an der Hamburger Universität für Wirtschaft und Politik (HWP). Nebenher arbeitete er als Tänzer. 1996 begann er eine Ausbildung an der Schauspielschule Hamburg, wo er 1999 sein Diplom machte; gleichzeitig betrieb er ein Café auf St. Pauli.
Nach seinem Umzug nach Berlin im Jahr 1999 wirkte Ruge in diversen Fernsehserien und Filmen mit, u. a. in Für alle Fälle Stefanie (2000) und Berlin, Berlin (2005), bevor er beschloss, sich aus dem TV- und Filmgeschäft zurückzuziehen.
Seit seinem 13. Lebensjahr betreibt Ruge Kampfkunst. Mit 25 Jahren begann er Eskrima und trainierte beim Gründer der Escrima Training Federation (ETF), Bernd Schubert. Nach seinem Umzug nach Berlin nahm er regelmäßig Privatstunden beim Gründer der Escrima Training Federation (ETF) in Hamburg, Bernd Schubert. 2001 eröffnete er zusammen mit dem Künstler Daniel Richter eine Schule für „ETF Combat Escrima“ in Berlin, in deren Räumen sich heute das Restaurant Grill Royal befindet. Parallel arbeitete er als Türsteher und Personenschützer. 2010 begleitete er in dieser Funktion die deutsche Fußballnationalmannschaft zu Werbedrehs nach Kapstadt.
Im selben Jahr erschien sein erstes Buch, der psychologische Ratgeber Das Ruge-Prinzip – Signale der Gewalt erkennen, Konflikte meistern, Zivilcourage zeigen!. Es entstand anlässlich des Überfalls auf Dominik Brunner. Das tragische Ereignis veranlasste Ruge dazu, seine Erfahrungen als Teil der Jugendkultur auf St. Pauli, Kampfsportler und Personenschützer, aber auch als ausgebildeter Schauspieler in Bezug auf den Umgang mit Konflikten im öffentlichen Raum niederzuschreiben. Das Buch wurde von der Kriminalpolizei zum besten Ratgeber seiner Kategorie gekürt. Viele der darin beschriebenen Übungen integrierte Ruge in sein Coachingprogramm.
2009 lebte Michel Ruge mit seiner damaligen Ehefrau in Los Angeles und stand nach eigener Aussage gemeinsam mit ihr auf der Todesliste der türkischen Mafia. Hintergrund war die Verflechtung der Ehefrau in mafiöse Strukturen. Nach 12 Monaten gelang es Ruge den Mordauftrag abzuwenden.
2013 veröffentlichte Michel Ruge mit Bordsteinkönig – meine wilde Jugend auf St. Pauli den ersten Teil seiner Autobiografie. Das Buch wurde ein Spiegel-Bestseller und Ruge für den Hamburger Buchpreis nominiert.
2014 begann Michel Ruge zusammen mit Frank Künster das anarchistische Filmprojekt „staatlich aberkannte Kommune“. Im April des nächsten Jahres trat Ruge zum römisch-katholischen Glauben über.
2015 initiierte Michel Ruge das Projekt „Gangs United“, in dem er Mitglieder und Ex-Mitglieder unterschiedlicher ehemals verfeindeter Hamburger Jugendbanden der 1980er Jahre zu regelmäßigen Treffen zusammenführte. Das Projekt stieß auf ein großes mediales Interesse. 2017 wurde er für seine Verdienste um das Projekt vom Bürgerverein St. Pauli mit dem „St. Pauli-Urgestein“-Preis ausgezeichnet. Am 4. März 2018 beendete Ruge das Projekt nach drei erfolgreich verlaufenden Treffen, um eine politische Instrumentalisierung des Projekts durch linke und rechte Gruppierungen zu vermeiden.

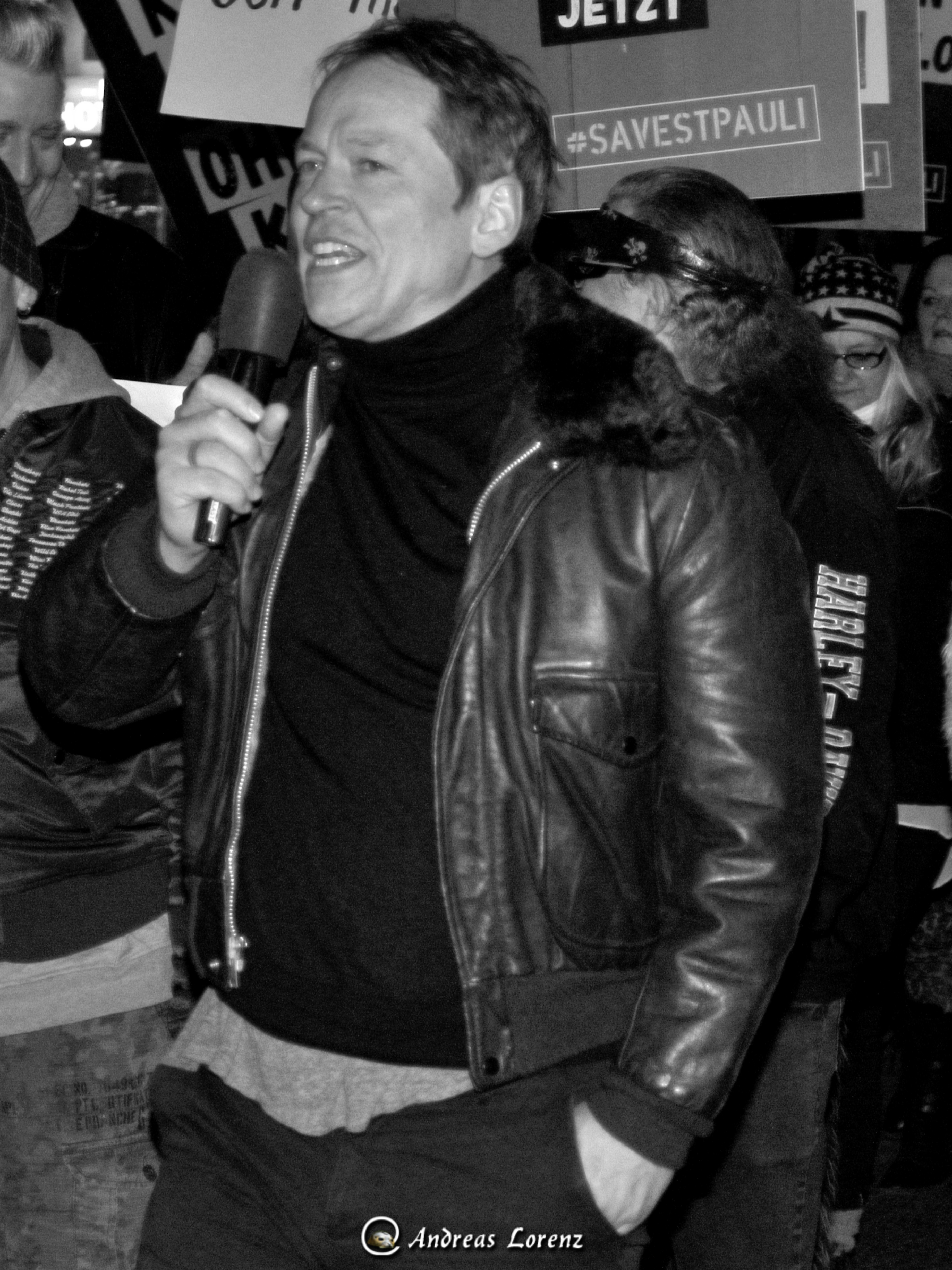
Michel Ruge bei einer Demonstration in St. Pauli 2018

Ruge setzt sich seit 2013 für den Erhalt der kulturellen Vielfalt in seinem Stadtteil St. Pauli ein und forderte unter anderem einen Milieuschutz für sein Viertel. Im Februar 2018 organisierte er zusammen mit Julia Staron, der Quartiers-Managerin von St. Pauli, die #SaveSt.Pauli-Demo gegen die Überflutung des Kiezes durch Kioske und Billigalkohol und die entsprechenden negativen Folgen für Gastronomie und Anwohner.
2018 erschien der zweite Teil seiner Autobiografie Große Freiheit Mitte – Mein wilder Trip durchs Berliner Nachtleben.
Am 21. Dezember 2018 eröffnete Michel Ruge die Fotoausstellung „Meine kleine Treppe auf St. Pauli“ im St.-Pauli-Museum. Sie zeigt die ganz persönliche Retrospektive über sein Leben auf St. Pauli anhand von Fotos mit Menschen, die alle eine Historie mit dem Viertel verbindet und bei ihm zu Gast auf der Treppe seines Hauses auf St. Pauli waren.
2019 heiratete er die Journalistin und Lyrikerin Annika Urbat. Gemeinsam schreiben sie als „Team Ruge“ für zahlreiche Magazine und Zeitungen, unter anderem die wöchentliche Kolumne „Die Ruges kommen“ für die Hamburger Morgenpost. Darüber hinaus widmet sich Ruge als Autor und Publizist vor allem gesellschaftlichen und Themen des Zeitgeistes. Das Ehepaar lebt mit der gemeinsamen Tochter im Hamburger Stadtteil St. Pauli.
Von 2022 bis 2023 machten sie eine Forschungsreise durch Afrika, die den Titel „My Teacher Africa“ trägt. Ziel des Projekts ist es, ein Buch darüber zu schreiben, was die Welt, und im Speziellen Europa, von Afrika lernen kann. Mitte 2023 rief Ruge, zusammen mit seiner Frau Annika Ruge, den Salon Privée Sankt Pauli ins Leben.

## Bücher
- Das Ruge Prinzip: Signale der Gewalt erkennen, Konflikte meistern, Zivilcourage zeigen!. VGS Verlag, Köln 2010, ISBN 978-3-8025-3717-2.
- Bordsteinkönig. Meine wilde Jugend auf St. Pauli. Knaur Verlag, München 2013, ISBN 978-3-426-78550-8.
- Große Freiheit Mitte. Mein wilder Trip durchs Berliner Nachtleben. Knaur Verlag, München 2018, ISBN 978-3-426-78926-1.

## Filmografie
- 2000: Für alle Fälle Stefanie (1 Folge)
- 2001: Kuscheldoktor
- 2002: Berlin, Berlin (2 Folgen)
- 2005: Stadt als Beute